# Пьетри, Лоик
Лоик Пьетри (фр. Loïc Pietri, род. 27 августа 1990 года) — французский дзюдоист, чемпион мира 2013 года, призёр чемпионатов Европы и Европейских игр.

## Биография
Родился в 1990 году в Ницце. В 2013 году стал чемпионом мира и бронзовым призёром чемпионата Европы. В 2014 году стал бронзовым призёром чемпионатов мира и серебряным призёром Европы. В 2015 году завоевал бронзовую медаль Европейских игр.